# Ґленн Тіптон
Ґленн Реймонд Тіптон (англ. Glenn Raymond Tipton; нар. 25 жовтня 1947, Блекгіт, Західний Мідленд, Велика Британія) — англійський гітарист, найбільш відомий як один з гітаристів хеві-метал-гурту Judas Priest. Часто відзначається своїм складним стилем гри та соло під впливом класики. Разом з бас-гітаристом Іеном Гіллом він є єдиним учасником гурту, який взяв участь у записі всіх його студійних альбомів.

## Ранні Роки
Тіптон народився у родині Олів і Даґа Тіптонів. Він відвідував початкову школу Олів Гілл, коли йому було близько п'яти років. Його брат, Ґері, був гітаристом у місцевому гурті під назвою Atlantics. Змалку Тіптона навчила грати на фортепіано його мати.
Він навчився грати на гітарі у віці 19 років, його першою гітарою була акустична гітара Hofner. Потім грав на Rickenbacker, поки не зміг дозволити собі Fender Stratocaster. Ця гітара стала його основною концертною гітарою, поки її не вкрали на концерті. Незабаром Тіптон купив чорний Stratocaster, а пізніше Gibson SG на гроші, отримані за заміну старої гітари. Обидві ці гітари можна побачити під час виступу Judas Priest на шоу «The Old Grey Whistle Test» у 1975 році.

## Кар'єра
Першим гуртом Тіптона був Shave 'Em Dry, який згодом став Merlin, а пізніше – The Flying Hat Band. В ньому грав майбутній барабанщик Starfighters і Оззі Осборна Баррі Скреннейдж. Цей гурт невдовзі розпався через проблеми з менеджментом. У травні 1974 року Тіптон приєднався до Judas Priest, і за збігом обставин Скреннейдж приєднався до гурту Bullion разом з попередніми учасниками Judas Priest Ернестом Чатавеєм і Бруно Степпенгіллом. Це було під час запису альбому Rocka Rolla, тому Ґленн швидко додав до нього свої гітарні партії. На альбомі Sad Wings of Destiny він продемонстрував більше своєї гітарної роботи в таких піснях, як «Tyrant», «Dreamer Deceiver» і «Victim of Changes». Тіптон також представив власне авторство в піснях «Prelude», «Epitaph» і «The Ripper». Він часто грав на клавішних на ранніх альбомах, хоча після Killing Machine більше не використовував їх. Вважається, що завдяки цим пісням він надав гурту більш металевого звучання, оскільки Rocka Rolla складався здебільшого з блюз-року та психоделічних пісень, що залишилися від колишнього фронтмена Ела Аткінса. Хоча Тіптон написав тексти пісень невдовзі після приєднання до Judas Priest, продюсер Роджер Бейн відмовився включити їх до першого альбому, так як вони, на його думку, були недостатньо комерційні. Відтоді Гелфорд і Тіптон стали основними авторами пісень гурту, а Даунінг час від часу долучався до написання пісень.

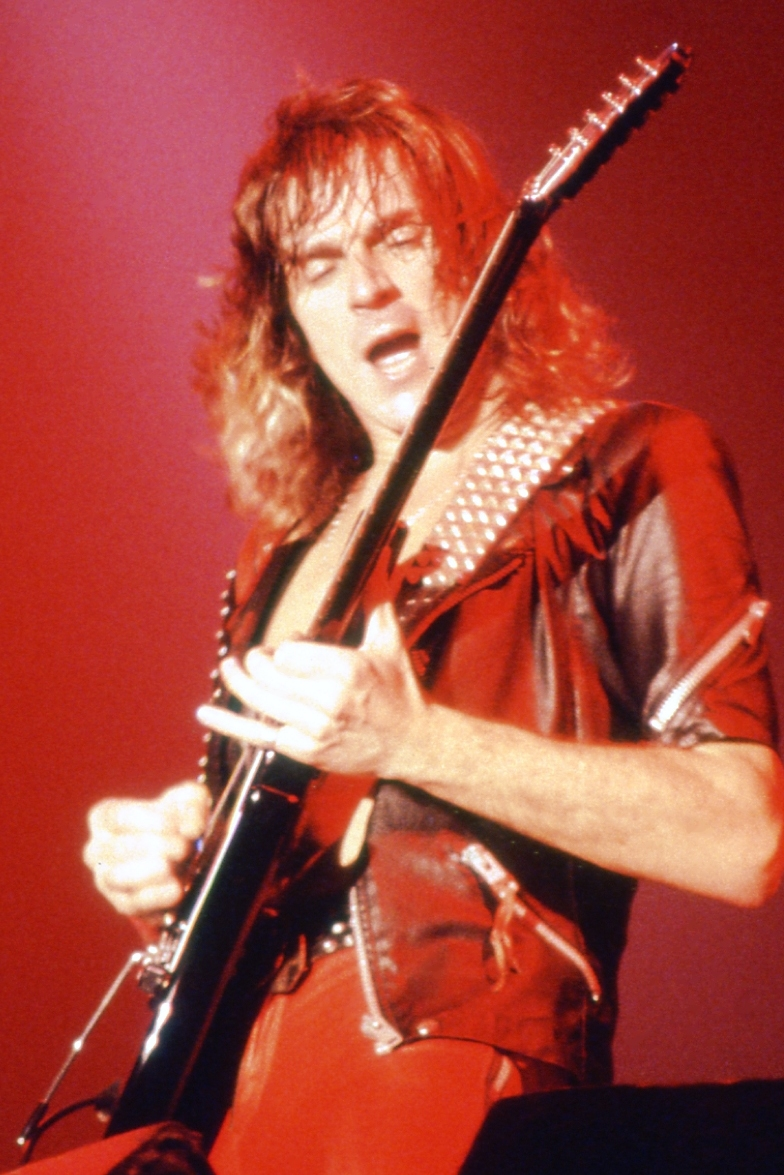
Тіптон у 1984 році

Альбом British Steel став комерційним проривом Judas Priest. Цей альбом поєднав фірмове хеві-метал-звучання гурту з пісенними структурами та зачіпками в поп-стилі. «United» і «Breaking the Law» були одними з перших гітарних пісень Judas Priest, які не містили сольних партій. Judas Priest швидко здобули статус рок-суперзірок у 1980-х роках завдяки альбомам Point of Entry, Screaming for Vengeance, Defenders of the Faith, Turbo і Ram It Down, а в 1990-х роках вийшов альбом Painkiller.
Роб Гелфорд покинув Judas Priest у 1992 році, і гурт пішов на перерву. Під час розпаду гурту Тіптон писав матеріал для сольного проекту, який він заснував у середині 1990-х років. Його першою сольною роботою став альбом Baptizm of Fire, який вийшов у 1997 році, за ним послідував Edge of the World у 2006 році, який був проектом із сесій для Baptizm of Fire, випущений під назвою Tipton, Entwistle and Powell на честь Джона Ентвістла і Козі Павелла, які брали участь у початкових сесіях. У 1996 році Judas Priest реформувалися з новим вокалістом Тімом Овенсом. Ця нова версія гурту записала альбоми Jugulator у 1997 році і Demolition у 2001 році. Обидва ці альбоми експериментували з новим звучанням, що відрізняло їх від записів з Гелфордом. У 2003 році Judas Priest возз'єдналися з Робом і відправилися в турне на честь його повернення у 2004 році. У 2005 році гурт випустив Angel of Retribution, а у 2008 році – Nostradamus. У 2010 році Judas Priest оголосили про тур Epitaph World Tour, який повинен був стати останнім великим світовим турне, а також першим туром без гітариста К. К. Даунінга і першим з його заміною, Річі Фолкнером. Пізніше гурт відмовився від цієї заяви і випустив свій сімнадцятий альбом Redeemer of Souls у липні 2014 року, а також підтримав його світовим турне.

12 лютого 2018 року Ґленн оголосив, що припиняє гастролі, коли дізнався, що у нього діагностували хворобу Паркінсона. Він заявив, що все ще залишається учасником гурту, незважаючи на свій діагноз, і не виключає майбутніх виступів на сцені. Продюсер і гітарист Енді Сніп замінив його в турі. 9 березня 2018 року вийшов вісімнадцятий альбом Firepower. 20 березня 2018 року на концерті в Ньюарку Ґленн приєднався до гурту на сцені, щоб виконати «Metal Gods», «Breaking the Law» і «Living After Midnight», а пізніше – «Victim of Changes» і «No Surrender». Перед виступом гурту він висловив невпевненість щодо своєї майбутньої ролі в Judas Priest:
«Це питання без відповіді, насправді. Це в руках богів металу.»
Після виступу на сцені з групою він описав його як «емоційний» і переповнений підтримкою учасників гурту і шанувальників по всьому світу:
«Ви не любите бачити, як дорослі чоловіки плачуть, але ми плакали.»
Тіптон більше не з'явився на решті концертів світового турне через хворобу, як пояснив бас-гітарист Іен Гілл.

## Особисте життя та хвороба

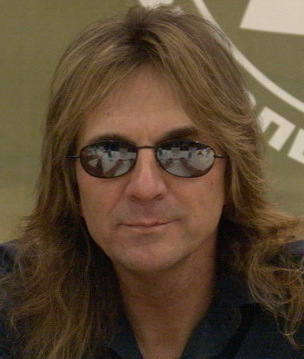
Тіптон у 2005 році

Тіптон живе в графстві Вустершир, а саме в селі Ромслі поблизу Бірмінгема. Він має надсучасну студію звукозапису, побудовану поруч з його будинком. У 1980-х роках він також придбав нерухомість в Іспанії. Він одружений, або був одружений, і має двох дітей – Каріну і Ріка, які народилися у 1981 і 1986 роках відповідно, і обидва з яких взяли участь у написанні його сольного альбому Baptizm of Fire. Тіптон і колишній колега по групі Judas Priest К.К. Даунінг – тенісисти з багаторічним стажем. Вони також обидва займалися гольфом під час американського туру з Def Leppard на початку 1980-х років.
12 лютого 2018 року Тіптон повідомив, що у нього діагностували хворобу Паркінсона, яку йому вперше поставили у 2008 році, через що він припинив гастролі, оскільки прогресування хвороби зробило його нездатним грати більш складний матеріал. Роб Гелфорд розповів, що Тіптон відкинув ідею про те, що під час туру йому повинен був допомагати ще один гітарист за лаштунками, щоб підміняти його гітарні партії або використовувати фонограми. Потім він сказав, що був безпосереднім свідком труднощів, з якими зіткнувся Ґленн під час запису Firepower. Пізніше Гелфорд повідомив, що Тіптон ухвалив своє рішення за п'ять днів до публічного оголошення, додавши, що Тіптон буде «з нами душею – на кожному концерті, в кожній пісні» під час туру, і що його переповнюють позитивні відгуки і підтримка від шанувальників. Іен Гілл пояснив, що Ґленн зіткнувся з подібною ситуацією під час репетицій туру Redeemer of Souls Tour у 2014 році. Під час оголошення він сказав, що Тіптон вирішив зійти зі сцени через стан здоров'я, що спричинило емоційний біль для гурту.
|           | Новина про те, що я вже давно хворію на хворобу Паркінсона, зробила мене ще більш рішучим у боротьбі. Я все ще міг грати, тому просто продовжував записуватись і гастролювати. |
| — Тіптон, | |

Пізніше він скаже, що був «трохи шокований», описуючи це як «досить жорстоку хворобу».

У червні 2018 року Judas Priest заснували на честь Тіптона фонд Glenn Tipton Parkinson's Foundation, в рамках якого будуть продаватися спеціально розроблені футболки із зображенням Ґленна, який грає на гітарі спереду, і слоганом «No Surrender» на спині з хрестом Judas Priest на ньому. Тіптон пояснює, що фонд допоможе зібрати гроші в надії знайти ліки від хвороби Паркінсона. Він також каже, що нове «новаторське лікування» від його особистого фахівця також допоможе в лікуванні інших людей, які страждають на цю хворобу. Гілл сказав, що гурт знав про те, що у Ґленна діагностовано хворобу Паркінсона ще до його оголошення, знову нагадавши про труднощі в перші дні туру Redeemer of Souls Tour, але з часом ситуація покращилася:
Маю сказати, що він настільки хороший, наскільки це можливо в даній ситуації. Ґленн більшу частину часу проводить з нами. І коли він буде почувати себе досить добре, він вийде на сцену, і я не можу нічого обіцяти, але він вийде на біс разом з нами.
Дочка Тіптона, Каріна Ґрінін, взяла участь у щорічному марафоні в Барселоні, щоб допомогти зібрати кошти для фонду свого батька, і перевищила свою мету в 3500 фунтів стерлінгів. Річі Фолкнер згадував, що Тіптону поставили діагноз під час туру Redeemer of Souls Tour:
«...можливо, навіть трохи раніше. Отже, після туру Epitaph, але перед туром Redeemer of Souls Tour йому поставили діагноз, і вони сказали йому, що він хворий вже кілька років, але він не знав про це. Він тримав це в таємниці, це його справа... Він вирішив піти і перевірити, і йому сказали, що це початок хвороби Паркінсона, і він розповів нам. Але він зміг відіграти тур Redeemer of Souls Tour. »
Потім він сказав, що сет довелося трохи змінити, щоб пристосувати його до його стану. Гурт не виконував кілька пісень у першій частині туру, але після приїзду до Австралії почав виконувати їх завдяки відновленню здоров'я Тіптона і успішно відіграв весь тур, але під час репетицій Firepower World Tour пішов у відставку через прогресування хвороби, що стало для гурту емоційним потрясінням. Тіптон висловив щиру подяку шанувальникам за їхню підтримку:
«Я переповнений усіма добрими повідомленнями з днем народження – я хотів би подякувати кожному шанувальнику за вашу підтримку та любов – особливо за останній рік, який був важким для мене.....величезне спасибі всім! Ні капітуляції!!»
У липні 2020 року Фолкнер надав оновлену інформацію про Тіптона, сказавши, що він все ще в доброму гуморі, але «трохи божеволіє» через локдаун, спричинений пандемією COVID-19.
Колишній гітарист Judas Priest К. К. Даунінг і барабанщик Лес Бінкс приєдналися до гурту на сцені вперше за більш ніж десять років, щоб виступити разом з Тіптоном під час введення до Зали слави рок-н-ролу в листопаді 2022 року.
Ґленн приєднався до Judas Priest на концерті Power Trip 7 жовтня 2023 року. Judas Priest зіграли на біс «Hell Bent for Leather», після чого Гелфорд привітав Тіптона на сцені для виконання трьох заключних пісень сету – «Metal Gods», «Breaking The Law» і «Living After Midnight».

## Впливи

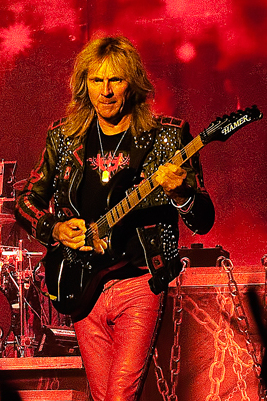
Тіптон у 2011 році

Серед гітаристів і гуртів, які справили на нього вплив, Тіптон відзначав Пітера Ґріна, Рорі Ґаллагера, Джимі Гендрікса The Spencer Davis Group, The Rolling Stones, The Beatles, Deep Purple і Led Zeppelin
«Безумовно, я люблю грати і виконувати хеві-метал, і робив це протягом більшої частини своєї кар'єри. Однак, якщо говорити про минуле, я слухав багато ранніх блюзових виконавців, і я думаю, що першою групою, яку я побачив наживо і яка дійсно справила на мене враження, була The Spencer Davis Group. Я пам'ятаю, як ходив на їхній концерт у Бірмінгемській ратуші. Стів Вінвуд був чудовим вокалістом, гітаристом і клавішником, і я пам'ятаю, як намагався вивчити «Georgia» на фортепіано після того, як побачив, як вони грають. У них були чудові пісні, такі як «Keep on Running», і хоча ви можете спробувати віднести їх до блюзу або ритм-енд-блюзу, у них дійсно було своє власне звучання, головним чином, я вважаю, завдяки Стіву Вінвуду.»
«Я досі не можу повірити, звідки взявся Гендрікс. Гаразд, можливо, з Сіетла, але він просто раптово з'явився, ніби з нізвідки, цей чорношкірий хлопець, який грав на гітарі так, як ніхто не уявляв, що на ній можна грати. В моїх очах він був більше, ніж геній, хтось дуже, дуже особливий. Я любив ранній Purple, а поєднання органа і гітари надавало їм дуже потужного звучання, знову ж таки унікального на той час. Що стосується Zeppelin, що тут скажеш, «Whole Lotta Love», «Communication Breakdown», «Black Dog» і епічна «Kashmir» – знову ж таки унікальний гурт з чудовими піснями. Всі ці гурти справили на мене враження ще з тих ранніх часів.»
«Мені подобався ранній Fleetwood Mac з Пітером Ґріном і Джеремі Спенсером. Я вважав Пітера Ґріна чудовим білим блюзовим виконавцем і автором пісень. Він написав не тільки такі хіти, як «Green Manalishi» і «Oh Well», але й більш делікатні композиції, такі як «Need Your Love So Bad» або «Albatross». Я бачив їх кілька разів, і було дуже приємно спостерігати, як вони виконують такі пісні, як «Stop Messin' Around», або пісні зі слайд-гітарою, такі як «Dust My Broom».»
«Як я вже говорив раніше, моїм головним натхненням як гітариста був Рорі Ґаллагер. Я бачив його гру у Taste багато разів, і він дійсно надихнув мене, не тільки музично, але і за кількістю енергії і відчуття, які він випромінював.»
«Я завжди любив The Rolling Stones. У них так багато класичних пісень, таких як «Jumpin' Jack Flash», «Honky Tonk Women», «Sympathy for the Devil», «Brown Sugar», або більш ранніх, таких як «This Could Be The Last Time», «Paint It, Black», «It's All Over Now» – список можна продовжувати і продовжувати. The Stones мають чудовий настрій і ту бунтарську якість, яка так приваблює. Нещодавно я бачив їх на фестивалі на острові Вайт, і вони були так само гарні, як і раніше, після всіх цих років.»

«Як і багато людей, я вважаю, що The Beatles були великим гуртом. Нам усім пощастило, що доля звела цих хлопців разом у наш час. Мене вражає, що вони створили таку велику кількість класичних пісень за такий відносно короткий проміжок часу. The Beatles змінили все. Почнемо з того, що вони були першою групою, яка написала свій власний матеріал. Вони були настільки плідними, і нескінченні мелодії, які вони винайшли, будуть жити вічно.»
Тіптон – великий шанувальник саундтрекової музики, що можна помітити під час прослуховування метал-опери Nostradamus.
«Я люблю таких людей, як Ганс Циммер, – сказав Тіптон в інтерв'ю Attention Deficit Delirium, – Деякі речі, які вони роблять, просто неймовірні.» (Він великий шанувальник саундтреку до фільму «Гладіатор».) «Одного дня, коли я буду достатньо хороший, щоб, я б навіть не назвав це саундтреком до фільму, але написати музику до фільму, я б хотів мати таку можливість. Для мене це було б справді захоплююче. Чи станеться це чи ні, я не впевнений. Я б, безумовно, вітав можливість зробити щось подібне, якщо б це було щось, що мені подобалося або що я поважав би у візуальному плані.»

## Інструменти
Гітари
- Fender Stratocaster зі звукознімачем DiMarzio Super Distortion
- Fender Stratocaster 1961 року
- Gibson SG Standard
- Gibson Les Paul
- Hamer Phantom
- Hamer GT
- Roland G-707 — гітарний синтезатор
- Taylor — електроакустична гітара

## Дискографія
Judas Priest
Сольні альбоми
- Baptizm of Fire (1997)
- Edge of the World (2006)

Саманта Фокс
- «Spirit Of America» (1991)

The Nixons
- «Drink The Fear» (1995)